# American Basketball Association 1971/72
Die ABA-Saison 1971/72 war die fünfte Spielzeit der American Basketball Association. Die Saison begann am 13. Oktober 1971. Am Spielbetrieb nahmen 11 Mannschaften teil. Jedes Team absolvierte 84 Spiele. Die vier Besten jeder Division qualifizierten sich für die Playoffs. Am 20. Mai 1972 endete die Saison mit der ABA Championship. Die Indiana Pacers besiegten in den Finalspielen die New York Nets und wurden damit zum zweiten Mal Meister der ABA.

## Saisonnotizen
- Zum ersten Mal nahmen nahezu dieselben Mannschaften wie in der Vorsaison am Ligabetrieb teil. Lediglich die Texas Chaparrals gaben ihren Status als regionales Team auf und spielten wieder als Dallas Chaparrals.
- Ebenfalls zum ersten Mal fanden vor der Saison Freundschaftsvergleiche zwischen Teams aus der ABA und der NBA statt. Das erste Spiel bestritten die Milwaukee Bucks (mit Kareem Abdul-Jabbar) bei den Dallas Chaparrals am 21. September 1971 und siegten mit 106:103. Die NBA gewann 18 der 26 Partien.
- Nachdem der Besitzer der Memphis Pros aufgab, kauften 4600 Fans aus Tennessee Anteile an der Mannschaft.
- Das ABA All-Star Game fand am 29. Januar 1972 in Louisville, Kentucky statt.
- Larry Miller von den Carolina Cougars stellt mit 67 Punkten einen ABA-Rekord gegen die Memphis Pros auf.
- Die Kentucky Colonels hatten mit 68 Siegen die meisten Siege in einer regulären ABA-Saison überhaupt. Trotzdem überstanden sie nicht die erste Runde der Playoffs.
- Nach der Saison wurden die Pittsburgh Condors und The Floridians von der Liga aufgelöst und die Spieler mittels eines Drafts verteilt.

## Auszeichnungen
- ABA Most Valuable Player: Artis Gilmore (Kentucky)
- ABA Rookie of the Year: Artis Gilmore (Kentucky)
- ABA Coach of the Year: Tom Nissalke (Dallas)
- ABA All-Star Game Most Valuable Player: Dan Issel (Kentucky)

### ABA All-League Team
| Pos | First Team                | Second Team             |
| --- | ------------------------- | ----------------------- |
| F   | Dan Issel, Kentucky       | Willie Wise, Utah       |
| F   | Rick Barry, New York      | Julius Erving, Virginia |
| C   | Artis Gilmore, Kentucky   | Zelmo Beaty, Utah       |
| G   | Donnie Freeman, Dallas    | Ralph Simpson, Denver   |
| G   | Bill Melchionni, New York | Charlie Scott, Virginia |

## Endstände
S = Siege, N = Niederlagen, PCT = prozentualer Sieganteil, P = Rückstand auf Divisionsführenden
In Klammern sind die Platzierungen in den Setzlisten der jeweiligen Division-Playoffs aufgeführt.
| Eastern Division |                       |    |    |      |    |
| #                | Team                  | S  | N  | PCT  | P  |
| 1                | Kentucky Colonels (1) | 68 | 16 | .810 | -  |
| 2                | Virginia Squires (2)  | 45 | 39 | .536 | 23 |
| 3                | New York Nets (3)     | 44 | 40 | .524 | 24 |
| 4                | The Floridians (4)    | 36 | 48 | .429 | 32 |
| 5                | Carolina Cougars      | 35 | 49 | .417 | 33 |
| 6                | Pittsburgh Condors    | 25 | 59 | .298 | 43 |
| Western Division |                       |    |    |      |    |
| #                | Team                  | S  | N  | PCT  | P  |
| 1                | Utah Stars (1)        | 60 | 24 | .714 | -  |
| 2                | Indiana Pacers (2)    | 47 | 37 | .560 | 13 |
| 3                | Dallas Chaparrals (3) | 42 | 42 | .500 | 18 |
| 4                | Denver Rockets (4)    | 34 | 50 | .405 | 26 |
| 5                | Memphis Pros          | 26 | 58 | .310 | 34 |

## Playoffs 1972
Die Play-off-Runden wurden im Best-of-Seven-Format ausgetragen.

| Division Semifinal | Division Semifinal | Division Semifinal |    |                   | Division Final | Division Final | Division Final |  |  | ABA Championship | ABA Championship | ABA Championship |
|                    |                    |                    |    |                   |                |                |                |  |  |                  |                  |                  |
| E1                 | Kentucky Colonels  | 2                  |    |                   |                |                |                |  |  |                  |                  |                  |
| E3                 | New York Nets      | 4                  |    |                   |                |                |                |  |  |                  |                  |                  |
| E3                 | New York Nets      | 4                  | E3 | New York Nets     | 4              |                |                |  |  |                  |                  |                  |
|                    |                    |                    | E3 | New York Nets     | 4              |                |                |  |  |                  |                  |                  |
|                    | E2                 | Virginia Squires   | 3  |                   |                |                |                |  |  |                  |                  |                  |
| E4                 | E2                 | Virginia Squires   | 3  | The Floridians    | 0              |                |                |  |  |                  |                  |                  |
| E4                 |                    |                    |    | The Floridians    | 0              |                |                |  |  |                  |                  |                  |
| E2                 | Virginia Squires   | 4                  |    |                   |                |                |                |  |  |                  |                  |                  |
| E2                 | Virginia Squires   | 4                  | E3 | New York Nets     | 2              |                |                |  |  |                  |                  |                  |
|                    |                    |                    |    | New York Nets     | 2              |                |                |  |  |                  |                  |                  |
|                    | W2                 | Indiana Pacers     | 4  |                   |                |                |                |  |  |                  |                  |                  |
| W2                 | W2                 | Indiana Pacers     | 4  | Indiana Pacers    | 4              |                |                |  |  |                  |                  |                  |
| W2                 |                    |                    |    | Indiana Pacers    | 4              |                |                |  |  |                  |                  |                  |
| W4                 | Denver Rockets     | 3                  |    |                   |                |                |                |  |  |                  |                  |                  |
| W4                 | Denver Rockets     | 3                  | W2 | Indiana Pacers    | 4              |                |                |  |  |                  |                  |                  |
|                    |                    |                    | W2 | Indiana Pacers    | 4              |                |                |  |  |                  |                  |                  |
|                    | W1                 | Utah Stars         | 3  |                   |                |                |                |  |  |                  |                  |                  |
| W3                 | W1                 | Utah Stars         | 3  | Dallas Chaparrals | 0              |                |                |  |  |                  |                  |                  |
| W3                 |                    |                    |    | Dallas Chaparrals | 0              |                |                |  |  |                  |                  |                  |
| W1                 | Utah Stars         | 4                  |    |                   |                |                |                |  |  |                  |                  |                  |

### ABA Finals 1972
| Spiel | Datum   | Heimteam | Auswärtsteam | Ergebnis | Stand |
| ----- | ------- | -------- | ------------ | -------- | ----- |
| 1     | 6. Mai  | Indiana  | New York     | 124:103  | 1:0   |
| 2     | 9. Mai  | Indiana  | New York     | 115:117  | 1:1   |
| 3     | 12. Mai | New York | Indiana      | 108:114  | 1:2   |
| 4     | 15. Mai | New York | Indiana      | 110:105  | 2:2   |
| 5     | 18. Mai | Indiana  | New York     | 100:99   | 3:2   |
| 6     | 20. Mai | New York | Indiana      | 105:108  | 2:4   |

- Freddie Lewis von den Indiana Pacers wurde zum Most Valuable Player der ABA Finals ernannt.